# 小倉橋 (相模川)

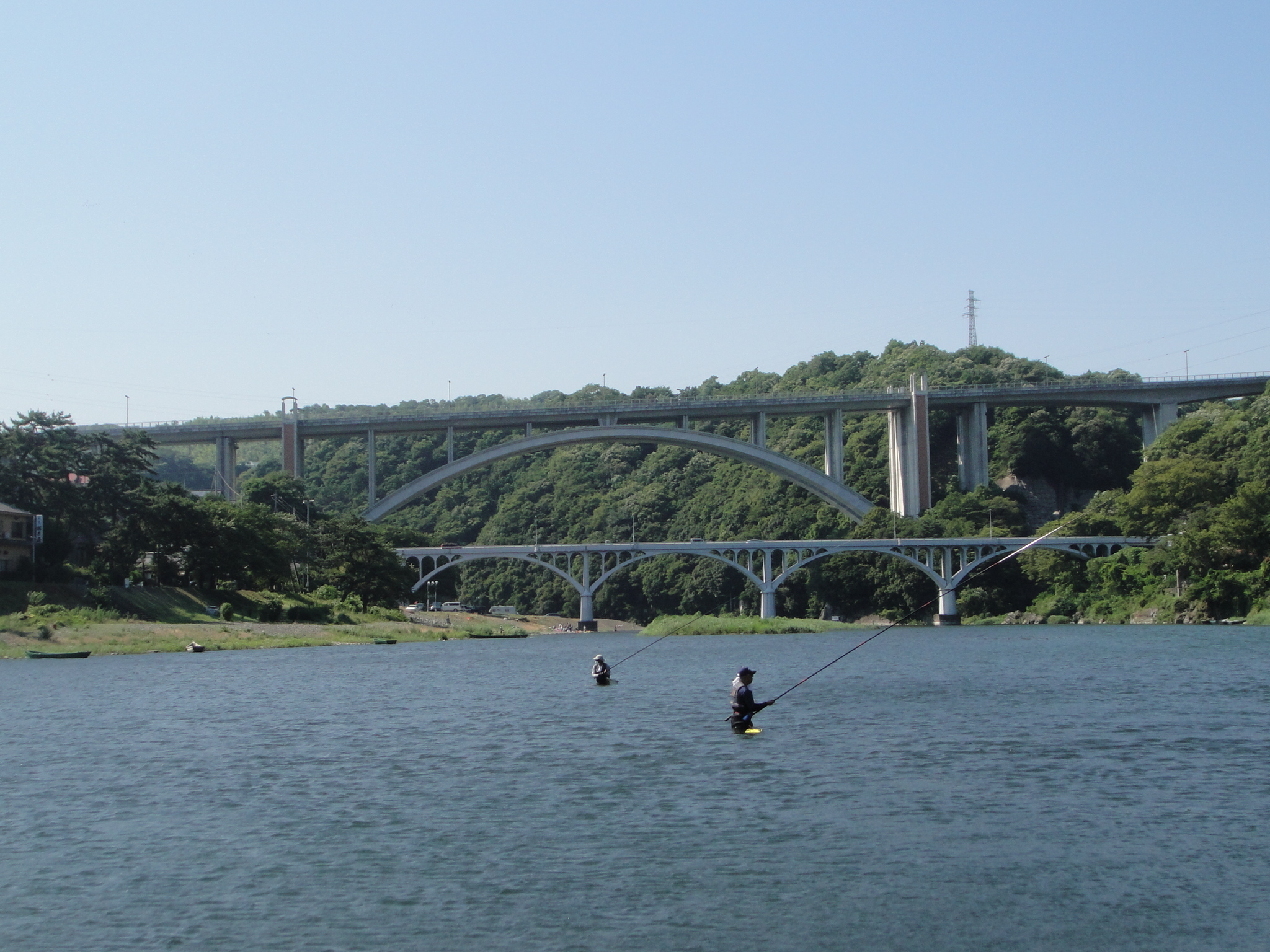
小倉橋と新小倉橋

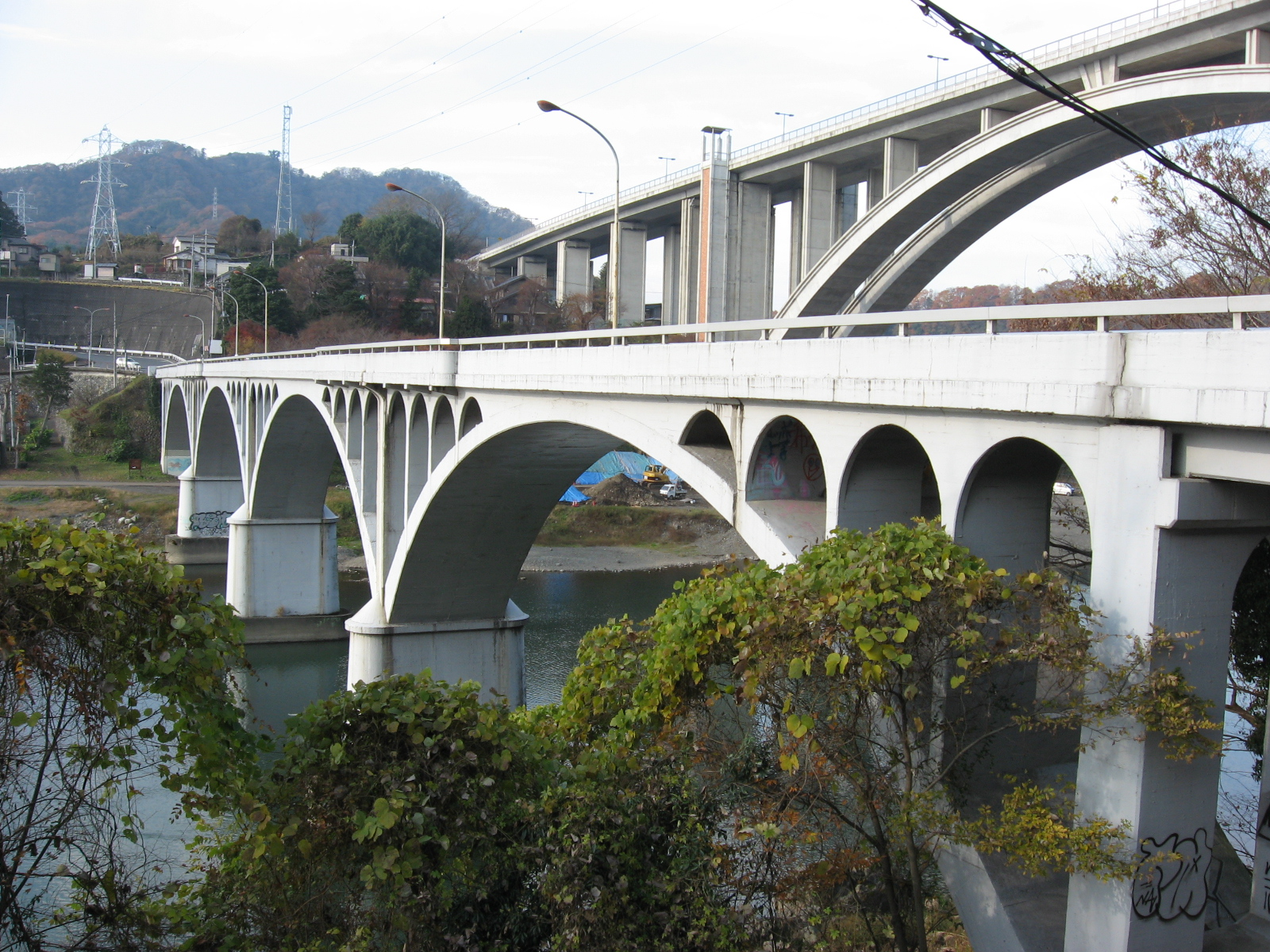
小倉橋（東岸から）。後ろに見えるのが新小倉橋

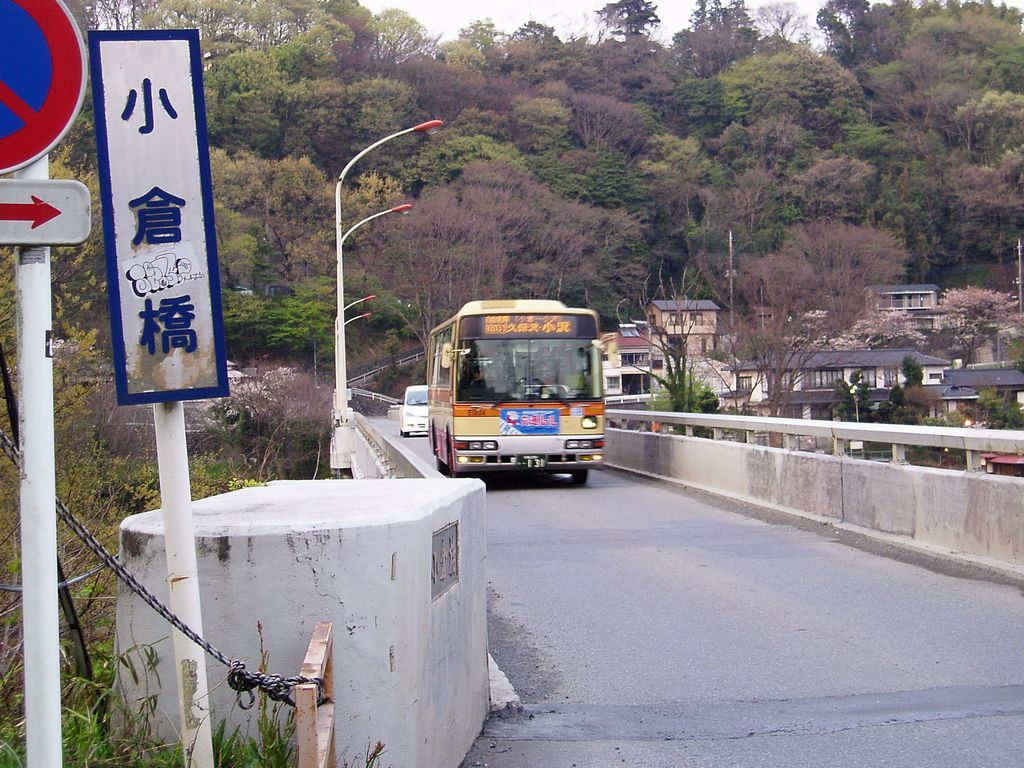
小倉橋の車道（西岸から）。バスと比較すると、幅が狭いことが分かる

小倉橋（おぐらばし）は、神奈川県相模原市緑区にあり、相模川に架かる道路橋である。
県道長竹川尻線を通し、右岸で県道太井上依知線と接続する。1979年（昭和54年）にかながわの景勝50選、1986年（昭和61年）に相模川八景、1991年（平成3年）にかながわの橋100選、2008年（平成20年）に土木学会選奨土木遺産に認定されている。

## 概要
開腹式上路アーチ橋が4径間連続しており、橋長は176.6mである。名称の由来は右岸の地名から。2011年現在、相模川に架かる橋梁としては最も古い橋梁である。そのアーチ形式の美しさから、景勝地としても知られ、夏期にはライトアップや灯籠流しも行われている。

### 諸元
- 種別 - 鉄筋コンクリート道路橋(3等橋)
- 形式 - 4径間連続上路固定アーチ
- 橋長 - 176.6m
- 支間 - 4@36.75m (アーチ部)、2@9m・1@9m (床板橋(側径間)部)
- 活荷重 - 6t
- 施主 - 神奈川県
- 設計 -
- 施工 - 神奈川県直営

## 歴史
本橋の架橋位置は古くから大山道や津久井往還や水運など東西南北の交通の結節点であったが橋梁はなく、代わりに小倉の渡しが設置されていた。陸運の利便を向上させるために建設された。1938年（昭和13年）に開通。総工費14万5110円。
橋上の道路の幅は4.5mとなっており、完成当時の交通状況や一般的な車両の大きさを考えれば十分な幅員をもっていたが、戦後のモータリゼーション化に伴い交通量が増大し、普通車であれば離合は可能ではあるものの、大型車も多く通行する（採石場を行き来するダンプカーや神奈川中央交通の路線バスもこの橋を経由している）ため交互通行を余儀なくされ、朝の通勤時間帯と行楽客が多い土休日は渋滞の原因となり、橋自体の老朽化が認められたためさがみさかわ9橋緊急整備計画の対象となり、掛け替えも検討されたが約100m上流に片側2車線の新橋(新小倉橋)を建設することとなり、1989年に着工、2004年3月6日に開通した。しかし小倉橋は地域生活道路の一部として残され、路線バスも新小倉橋経由となった橋03系統以外は引き続き本橋を経由している。

## アクセス
- 橋本駅から神奈川中央交通バスにて小倉橋（左岸）・小倉（右岸）で下車。

## 近隣の橋
（上流）- 三井大橋 - 城山大橋（城山ダム） - 新小倉橋 - 小倉橋
小倉橋 - 高田橋 - 相模川渡河橋 - 相模川水路橋 -（下流）